# 莱因哈特·科塞莱克
莱因哈特·科塞莱克（德語：Reinhart Koselleck，1923年4月23日—2006年2月3日），德国历史学家，他被广泛认为是20世纪最重要的历史学家之。他在历史学中占据着独特的地位，不受任何既定“学派”的影响，同时在概念史（Begriffsgeschichte）、历史认识论、语言学、历史人类学和社会历史以及法律和政府历史方面作出了开创性的贡献。